# Équipe de France de rugby à XV au Tournoi des Cinq Nations 1981
Navigation
Édition précédente Édition suivante
L'équipe de France remporte le Tournoi des Cinq Nations 1981 en réussissant un Grand Chelem (quatre victoires en quatre matches). Il s'agit du troisième Grand Chelem réussi par l'équipe de France dans le Tournoi.
Vingt joueurs contribuent à ce succès.

## Les joueurs

### Première Ligne
- Pierre Dospital
- Philippe Dintrans
- Robert Paparemborde

### Deuxième Ligne
- Daniel Revallier
- Jean-François Imbernon

### Troisième Ligne

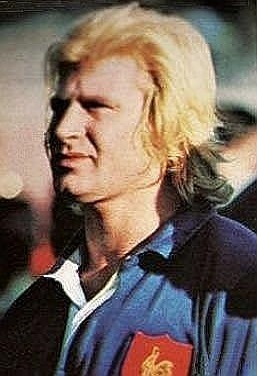
Jean-Pierre Rives en 1981, pour son second
Grand Chelem.

- Jean-Pierre Rives (capitaine)
- Jean-Luc Joinel
- Manuel Carpentier
- Pierre Lacans

### Demis de mêlée
- Pierre Berbizier
- Yves Lafarge

### Demis d’ouverture
- Bernard Viviès
- Guy Laporte

### Trois-quarts centre
- Didier Codorniou
- Roland Bertranne
- Patrick Mesny

### Trois-quarts aile
- Laurent Pardo
- Serge Blanco
- Alain Caussade

### Arrière
- Serge Gabernet

## Résultats des matches
- Le 17 janvier, victoire 16 à 9 contre l'Écosse à Paris ;
- Le 7 février, victoire 19 à 13 contre l'Irlande à Dublin ;
- Le 7 mars, victoire 19 à 15 contre le pays de Galles à Paris ;
- Le 21 mars, victoire 16 à 12 contre l'Angleterre à Twickenham.

## Points marqués par les Français

### Match contre l'Écosse
- Serge Blanco (4 points) : 1 essai
- Roland Bertranne (4 points) : 1 essai
- Bernard Vivies (3 points) : 1 pénalité
- Serge Gabernet (3 points) : 1 pénalité
- Alain Caussade (2 points) : 1 transformation.

### Match contre l'Irlande
- Guy Laporte (12 points) : 2 pénalités, 2 drops
- Laurent Pardo (4 points) : 1 essai
- Serge Gabernet (3 points) : 1 pénalité.

### Match contre le pays de Galles
- Serge Gabernet (10 points) : 1 essai, 2 pénalités
- Guy Laporte (9 points) : 3 pénalités.

### Match contre l'Angleterre
- Guy Laporte (8 points) : 1 transformation, 2 drops
- Laurent Pardo (4 points) : 1 essai
- Pierre Lacans (4 points) : 1 essai.